# Odontopyge litoranea
Odontopyge litoranea är en mångfotingart som beskrevs av Filippo Silvestri 1897. Odontopyge litoranea ingår i släktet Odontopyge och familjen Odontopygidae. Inga underarter finns listade i Catalogue of Life.